# Apiognomonia petiolicola
Apiognomonia petiolicola är en svampart som först beskrevs av Karl Wilhelm Gottlieb Leopold Fuckel, och fick sitt nu gällande namn av M. Monod 1983. Apiognomonia petiolicola ingår i släktet Apiognomonia och familjen Gnomoniaceae.  Arten är reproducerande i Sverige. Inga underarter finns listade i Catalogue of Life.